# Zyklon Yasa

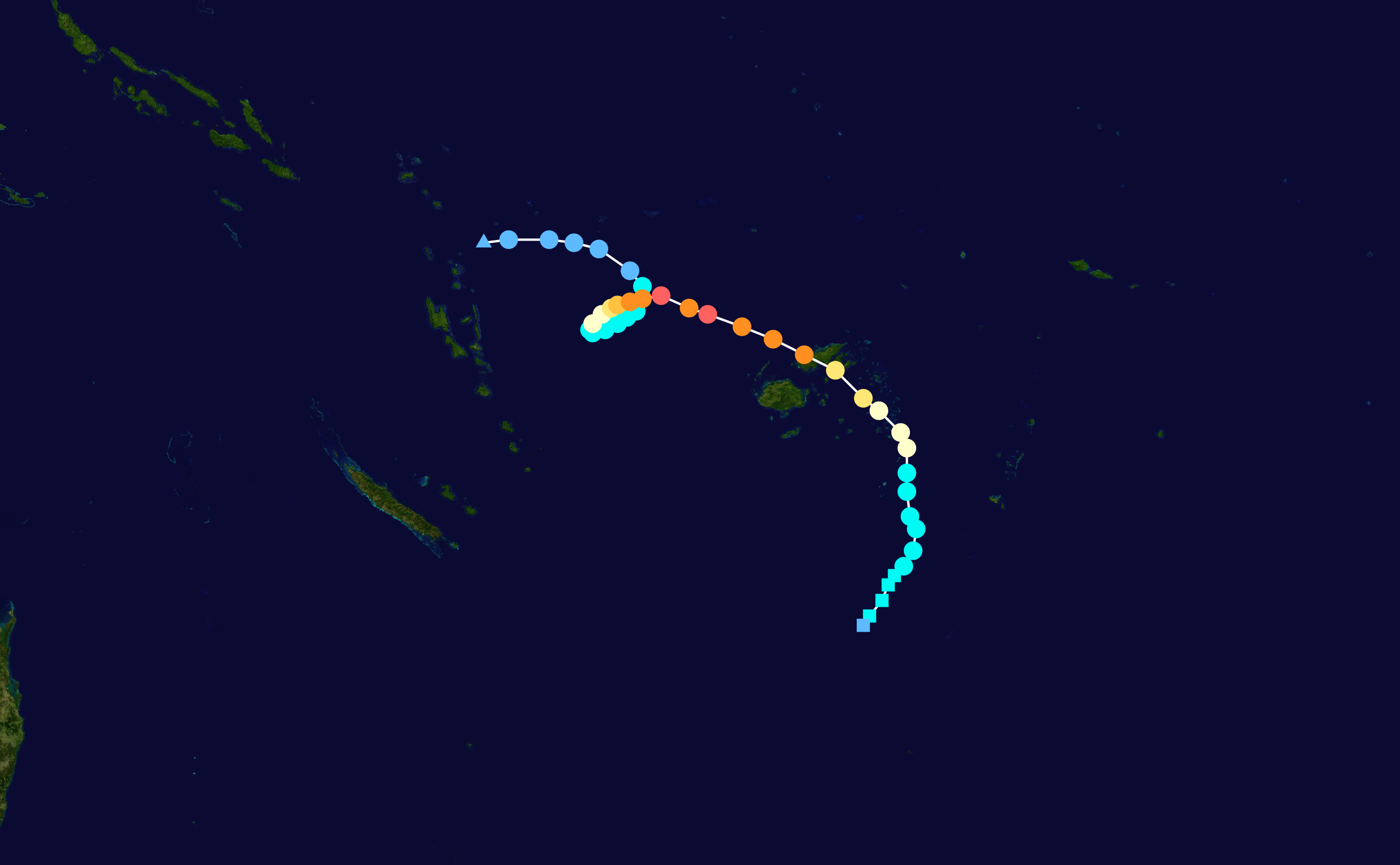
Verlauf und Stärke des Sturms nach der Saffir-Simpson-Hurrikan-Windskala

Der Zyklon Yasa war einer der stärksten Zyklone, der je im Südpazifik beobachtet wurde und der stärkste seit Zyklon Winston im Februar 2016. Er traf am 17. Dezember 2020 auf die Fidschi-Inseln und erreichte am 18. Dezember Windböen mit Geschwindigkeiten bis zu 345 km/h. Es handelte sich um den vierten Zyklon der höchsten Sturmstärke (Kategorie 5) innerhalb von vier Jahren, der die Fidschi-Inseln erreichte. Zuletzt hatte der Zyklon Harold im April schwere Schäden in der Region angerichtet.

## Auswirkungen
Laut Katastrophenschutzbehörde kamen mindestens vier Menschen auf den Fidschi-Inseln durch den Zyklon ums Leben (Stand 20. Dezember 2020). Der Sturm löste Sturzfluten und Erdrutsche aus und zerstörte einige Dörfer, wobei tausende Menschen obdachlos wurden. 24.000 Menschen wurden in Notunterkünften untergebracht. Am schwersten betroffen war die nördliche Insel Vanua Levu, wo 1500 Häuser vollständig und 6000 teilweise zerstört wurden. Die östlichen Lau-Inseln wurden zeitweise von der Außenwelt abgeschnitten. Laut Schätzungen sei mit Schäden in Höhe von mehreren hundert Millionen Dollar zu rechnen.

## Reaktionen
Schon bevor der Sturm auf die Fidschi-Inseln traf, wurde von der Regierung eine landesweite Ausgangssperre verordnet und für 30 Tage der Katastrophenfall ausgerufen.
Australien und Neuseeland versprachen eine schnelle Katastrophenhilfe und flogen am 20. Dezember 2020 erste Hilfstransporte ein.
Premierminister Frank Bainimarama sprach auf Twitter von einem „Klimanotstand“ und machte die globale Erwärmung für das vermehrte Auftreten von Stürmen in den letzten Jahren verantwortlich.